# クロード・ボリング
クロード・ボリング（Claude Bolling、1930年4月10日 - 2020年12月29日）は、フランスのジャズ・ピアニスト、作曲家、編曲家。たまに俳優をすることもある。

## 経歴
ボリングはカンヌで生まれた。ニース音楽院で学んだ後、パリでさらに勉強した。神童で、14歳になった頃には、プロのピアニストとして、ライオネル・ハンプトン、ロイ・エルドリッジ、ケニー・クラークらと共演していた。ジャズのテクニックについてのボリングの著作を見ると、ボリングはビバップ以上にアヴァンギャルド・ジャズを深く探求していないことがわかる。ボリングは1960年代後半のトラディショナル・ジャズ・リバイバルの主役で、オスカー・ピーターソンの友人になった。
ボリングは100本を越える映画音楽を作曲した。ほとんどはフランス映画である。最初の仕事は1957年のカンヌ国際映画祭に関するドキュメンタリー映画で、その後、『ボルサリーノ』（1970年）、『フリック・ストーリー』（1975年）、『カリフォルニア・スイート』（1979年）などを手掛けた。
ボリングは、一連のクラシック音楽の演奏者とのクロスオーバーなコラボレーションでも知られている。フルート奏者ジャン＝ピエール・ランパルとの『フルートとジャズ・ピアノ・トリオのための組曲』（1975年）はバロック音楽の優雅さとモダンなスウィングが知的かつ魅力的にミックスしていて、長年にわたって売れ続け、同様のスタイルの作品が続けて発表された。とくにアメリカ合衆国で人気があり、発表から2年間、ヒット・パレードの上位にあった。ランパルに続いて、ギタリストのアレクサンドル・ラゴヤ、ヴァイオリニストのピンカス・ズーカーマン、トランペット奏者のモーリス・アンドレ、チェリストのヨーヨー・マといった多くの音楽家たちと仕事をした。さらにジャズでも、ライオネル・ハンプトン、デューク・エリントン、ステファン・グラッペリ、ジャンゴ・ラインハルト、オスカー・ピーターソンと仕事をした。

## ディスコグラフィ

### アルバム
- French Jazz (1956年、Bally)
- Rolling with Bolling (1957年、Omega Disk)
- Joue Duke Ellington (1960年、Fontana)
- Jazzgang Amadeus Mozart (1965年、Philips)
- Original Ragtime (1967年、Philips)
- Original Boogie Woogie (1968年、Philips)
- Original Piano Blues (1969年、Philips)
- Original Jazz Classics Piano (1970年、Philips)
- Suite for Flute and Jazz Piano Trio (1975年、Columbia Masterworks) ※with ジャン＝ピエール・ランパル
- With the Help of My Friends (1975年、Who's Who in Jazz)
- Concerto for Classic Guitar and Jazz Piano (1976年、CBS) ※with アレクサンドル・ラゴヤ
- Suite for Violin and Jazz Piano (1977年、Columbia Masterworks)
- Jazz Gala 79 (1979年、America)
- Concerto for Classic Guitar and Jazz Piano (1980年、Angel) ※with アンヘル・ロメロ
- Picnic Suite (1980年、CBS)
- Bolling: Toot Suite (1981年、CBS) ※with モーリス・アンドレ
- Suite for Chamber Orchestra and Jazz Piano (1983年、CBS) ※with ジャン＝ピエール・ランパル
- The Original Bolling Blues (1983年、Mercury)
- Suite for Cello and Jazz Piano Trio (1984年、CBS Masterworks) ※with ヨーヨー・マ
- Bolling [Band] plays Ellington [Music] (1987年、CBS) [7]
- Bolling: Suite No. 2 for Flute and Jazz Piano Trio (1987年、CBS)
- Sonatas for Two Pianists (1989年、CBS)
- Warm Up the Band (1991年、Columbia)
- Cross Over U.S.A. (1993年、Milan)
- Enchanting Versailles: Strictly Classical (1995年、Milan)
- Suite for Flute and Piano Jazz Trio (1999年、Acte Préalable)
- Suite for Violin and Piano Jazz Trio (1999年、Acte Préalable)
- Suite for Cello and Piano Jazz Trio (1999年、Acte Préalable)
- Gershwin In Swing (2003年、CAID) ※Bolling Big Band名義
- Bolling: Suite for Chamber Orchestra and Jazz Piano Trio (2011年、Mérida)